# Big Hits (High Tide and Green Grass)
A Big Hits (High Tide and Green Grass) című album a The Rolling Stones első hivatalos válogatáslemeze. Az album 1968. március 28-án jelent meg az Egyesült Államokban, majd november 4-én Nagy-Britanniában. A két verzió között a különbséget a borítón látható kép és néhány szám jelenti.
Az amerika változaton látható képet Kaliforniában, a Los Angelesi Franklin Canyon Park-ban készítették.

## Az album dalai
Minden dalt Mick Jagger és Keith Richards írt, kivéve, ahol jelölve van.

### Brit kiadás
1. "Have You Seen Your Mother, Baby, Standing in the Shadow?" – 2:34
2. "Paint It, Black" – 3:45
3. "It's All Over Now" (Bobby Womack – Shirley Jean Womack) – 3:27
4. "The Last Time" – 3:40
5. "Heart of Stone" – 2:46
6. "Not Fade Away" (Buddy Holly – Norman Petty) – 1:48
7. "Come On" (Chuck Berry) – 1.49
8. "(I Can't Get No) Satisfaction" – 3:43
9. "Get off of My Cloud" – 2:55
10. "As Tears Go By" (Mick Jagger – Keith Richards – Andrew Loog Oldham) – 2:45
11. "19th Nervous Breakdown" – 3:57
12. "Lady Jane" – 3:08
13. "Time is on My Side" (Norman Meade) – 2:53
14. "Little Red Rooster" (Willie Dixon) – 3:05

### Amerikai kiadás
1. "(I Can't Get No) Satisfaction" – 3:43
2. "The Last Time" – 3:40
3. "As Tears Go By" (Mick Jagger – Keith Richards – Andrew Loog Oldham) – 2:45
4. "Time is on My Side" (Norman Meade) – 2:58
5. "It's All Over Now" (Bobby Womack – Shirley Jean Womack) – 3:26
6. "Tell Me (You're Coming Back)" – 3:46
7. "19th Nervous Breakdown" – 3:56
8. "Heart of Stone" – 2:50
9. "Get off of My Cloud" – 2:55
10. "Not Fade Away" (Buddy Holly – Norman Petty) – 1:48
11. "Good Times, Bad Times" – 2:31
12. "Play with Fire" – 2:13